# Operation Halmazag
Operation Halmazag (Dari für „Blitz“) war eine von der Bundeswehr geleitete Offensivoperation von Truppen der afghanischen Sicherheitskräfte (Armee, Polizei, Geheimdienst) in enger Zusammenarbeit mit der ISAF in der Provinz Kundus im Jahr 2010. Die Operation Halmazag sollte der Aufbau eines ISAF-Außenpostens nahe der Ortschaft Quatliam im Distrikt Char Darah vorbereiten. Halmazag war hinsichtlich der Etablierung des Außenpostens erfolgreich. Es handelte sich um die erste deutsche Offensive seit dem Zweiten Weltkrieg. Medienberichte sprechen von bis zu 27 zivilen Opfern.

## Hintergrund
Zwei von Nord nach Süd und West nach Süd-Ost verlaufende Haupthandelswege Afghanistans verbinden sich in der flusstalförmig gekennzeichneten Provinz Baglan, bevor sie als Teil der ganz Afghanistan umspannenden „Ringstraße“ durch den Salangpass verlaufen. Eine dieser beiden Straßen verläuft von der afghanisch-usbekischen Grenzstadt Schir Chan Bandar in südliche Richtung entlang des Kundus-Flusses durch die Stadt Kundus und weiter durch die Provinz Baglan nach Pol-e Chomri. Diese infrastrukturelle Signifikanz als wichtiger Versorgungskorridor sorgte bereits im afghanisch-sowjetischen Krieg dafür, dass die Region um Char Darah stetig umkämpft war.
Das Gebiet um Char Darah südwestlich von Kundus galt seit 2009 als einer der gefährlichsten Distrikte im Einsatzgebiet der Bundeswehr. Beim Karfreitagsgefecht im Jahr 2010 wurden in einem Hinterhalt in der Ortschaft Isa Khel drei deutsche Soldaten getötet.

## Wechsel der Strategie
Mit der Auflösung der Quick Reaction Force und der Aufstellung sogenannter Ausbildungs- und Schutzbataillone (ASB) verfolgte die Bundeswehr seit August 2010 eine neue Strategie. Im NATO-Jargon als Partnering bezeichnet, trainierten die ASBs mit zwei jeweils 800 Mann starken Gefechtsverbänden die afghanische Armee in der Praxis. Dieses Training fand vor allem während laufender Operationen statt.

### Ausbildungs- und Schutzbataillone
Je ein Ausbildungs- und Schutzbataillon stellte die Bundeswehr für ihren Verantwortungsbereich, den Norden Afghanistans auf. Die Herstellung der vollen Einsatzbereitschaft des Ausbildungs- und Schutzbataillons in Kundus erfolgte bis Ende August, in Masar-e Scharif bis Ende Oktober 2010.
Diese Bataillone sollten gemeinsam mit den afghanischen Streitkräften schrittweise die Kontrolle über Schlüsseldistrikte gewinnen, um sie anschließend in die Verantwortung der afghanischen Polizei zu übergeben. Ein „Sicherheitsvakuum“ sollte nicht entstehen können.

### Aufstandsbekämpfung
→ Hauptartikel: FM 3-24 Counterinsurgency
Die Operationen sollten nach einer zuvor im Irak eingesetzten Strategie zur Aufstandsbekämpfung in vier Phasen ablaufen. Die Phasen können durchaus fließend ineinander übergehen:
- Shape – Nachrichtengewinnung und Aufklärung
- Clear – Nehmen des Raumes
- Hold – Halten des Raumes
- Build – Gewährleistung der Sicherheit durch afghanische Kräfte und ziviler Aufbau

Entsprechend robust waren die Ausbildungs- und Schutzbataillone ausgestattet: Jedes umfasste zwei Infanteriekompanien, eine Pionierkompanie und eine Aufklärungskompanie. Zur Bewaffnung gehörten auch Schützenpanzer Marder. Außerdem konnten die Bataillone auf die Feuerkraft der drei Panzerhaubitzen 2000 im Feldlager Kundus und auf Mörser zurückgreifen.

### Regionale Wiederaufbauteams
Die Ausbildungs- und Schutzbataillone sollten es ermöglichen, dass sich die beiden damals bestehenden Regionalen Wiederaufbauteams (Provincial Reconstruction Teams, PRT) in Kundus und Faizabad wieder auf Wiederaufbau und nachhaltige Stabilisierung konzentrieren können.
Geführt von einer „Doppelspitze“, d. h. einem Offizier der Bundeswehr und einem Beamten des Auswärtigen Amtes, verfügten die ASBs über zahlreiche militärische Komponenten von Sicherungskräften bis zu Kampfmittelräumern und medizinischem Fachpersonal. Dem PRT Kunduz waren außerdem drei Panzerhaubitzen 2000 und Lenkraketen des Typs TOW auf Wiesel-Luftlandepanzern unterstellt.

### Weitere Ausbildungsunterstützung
Neben den Ausbildungs- und Schutzbataillonen waren die Operational Mentor und Liaison Teams (OMLT) eine weitere Säule der Ausbildung der afghanischen Armee. Bis Ende 2010 beteiligte sich die Bundeswehr mit rund 200 Soldaten an acht OMLT für das 209. Afghanische Korps. Je ein Mentoren- und Verbindungsteam war dabei einem afghanischen Verband zugeordnet und ging auch mit ihm in den Einsatz.
Hinzu kamen rund 120 Bundeswehrsoldaten an Truppenschulen, in der Polizeiausbildung und an anderen afghanischen Einrichtungen. Zusammen mit den Ausbildungs- und Schutzbataillonen trug die Bundeswehr mit mehr als 1.500 Soldaten zum Aufbau der afghanischen Sicherheitskräfte bei.

## Operationsplan
Die Operation im südlichen Teil des Char-Darah-Distriktes sollte mit zwei parallel nebeneinander angreifenden ISAF-Einheiten von der Distrikthauptstraße („Kamins“), beginnend von Nord nach Süd, durchgeführt werden. Dabei sollte die im Westen eingesetzte Task Force Kunduz (ASB) entlang einer Verbindungsstraße ausgehend von Höhe 432 nach Süden angreifen und die Ortschaft Quatliam gewinnen. Die im Osten eingesetzten Truppen des 1-87 US Infantry Battalion sollten vom Kundus-Fluss aus nach Süden die Ortschaften Isa Khel und Hadschi Amanullah von den Aufständischen erobern. Von allen drei Orten war bekannt, dass diese sehr stark und systematisch von den Aufständischen durch IEDs vermint worden waren, sodass vorab in die beiden Einsatzverbände Kampfmittelbeseitigungskräfte (EOD und Route Clearance Package) integriert worden waren.

### Verlauf am 31. Oktober
Am 31. Oktober kam es bereits während der Anmarschphase des ASB zu Feuergefechten mit Aufständischen, die dabei Handwaffen und Panzerabwehrhandwaffen einsetzten. Vor der Einnahme des Raumes um die Ortschaft Quatliam gab es drei Sprengstoffanschläge (IED) gegen US-Aufklärungskräfte und zwei deutsche Schützenpanzer vom Typ Marder. Die Schützenpanzer wurden dabei beschädigt und anschließend in das Feldlager Kundus zurückgebracht. Bei den Gefechten gab es entgegen ersten Meldungen aus Kundus zwei leicht verwundete deutsche Soldaten, die nach der Versorgung durch einen Sanitätstrupp ihren Auftrag fortsetzen konnten. Personelle Ausfälle waren infolgedessen nicht zu beklagen.
Im Laufe des Tages kam es im Nahbereich der Ortschaft Quatliam zu einem weiteren Beschuss ohne Folgen. Die Artillerie leistete mit der Panzerhaubitze 2000 unmittelbare Feuerunterstützung für die eigene Truppe. Nach den vorliegenden Informationen des Militärischen Nachrichtenwesens wurden bei den Gefechtshandlungen am 31. Oktober zwei Aufständische getötet. Weitere Bestätigungen liegen nicht vor. Nach Aussagen aus der einheimischen Bevölkerung, die in einer Rundfunkreportage wiedergegeben wurden, mussten der Bundeswehr bereits am ersten Tag mindestens zwei zivile Opfer bekannt geworden sein.
Aufgrund der Intensität der Gefechte konnte nur mit Drohnen vom Typ KZO eine eingeschränkte Schadensbeurteilung im umkämpften Gebiet durchgeführt werden. Bodentruppen konnten nicht eingesetzt werden.
Die Nacht auf den 1. November verlief ruhig. Die Panzerhaubitze 2000 in Kundus verschoss Leuchtmunition zum Ausleuchten des Raumes westlich von Isa Khel.
- |YouTube-Video: Deutsche Fallschirmjäger am 31. Oktober 2010 im Feuergefecht gegen Talibans bei Operation Halmazag von 0:14 bis 1:45

### Verlauf am 1. November
Am 1. November griffen gegnerische Kräfte im Raum Quatliam an, zunächst mit Handwaffen und Panzerabwehrhandwaffen. Dabei kam es besonders westlich und südlich der Ortschaft zu mehreren Feuergefechten, bei denen die Aufständischen auch Mörser einsetzten. Bei den Angriffen wurden keine deutschen Soldaten verwundet. Die Stellungen konnten gehalten werden. Gegen die aufgeklärten Mörserstellungen der Aufständischen kam die Panzerhaubitze 2000 zum Einsatz. Außerdem wurde im Laufe des Tages einmal Luftnahunterstützung (CAS) eingesetzt.
Parallel fand das erste „Key Leader Engagement“, ein Treffen der taktischen Führer der Operation mit einheimischen Führern, in Quatliam statt. Im Rahmen dieses Treffens gab es auch nach explizitem Nachfragen keine Erkenntnisse über zivile Opfer oder sonstige Schäden. Da an diesem Treffen allerdings der wichtigste Distrikt-Führer nicht anwesend war, ergaben erst spätere Recherchen des ARD-Magazins Monitor, dass bis zu 27 Zivilisten ums Leben gekommen sein sollen.
Nach den vorliegenden Informationen des Militärischen Nachrichtenwesens wurde bei den Gefechtshandlungen am 1. November ein Aufständischer getötet. Weitere Bestätigungen liegen nicht vor.
Aufgrund der Intensität der Gefechte konnte auch an diesem Tag eine Schadensbeurteilung im umkämpften Gebiet nur mit Drohnen durchgeführt werden. Die Vorbereitung zur Einrichtung des Außenpostens an der Straße „LOC Little Pluto“ fand zwar statt, konnte aber wegen des Beschusses durch Aufständische nicht abgeschlossen werden.
Der Operationsraum wurde in der Nacht von Kräften der ISAF aus der Luft überwacht und Show of Force demonstriert.

### Verlauf am 2. November
Am 2. November fand ein zweites „Key Leader Engagement“ in Quatliam, auch mit lokalen Führern der benachbarten Ortschaften, statt. Der Raum um Quatliam wurde dabei von ISAF-Soldaten und ANSF-Kräften gesichert. Die Soldaten der internationalen Schutztruppe riegelten weiterhin feindliche Kräfte aus Richtung Isa Khel ab. Dabei griffen Aufständische wieder mit Handwaffen, Panzerabwehrhandwaffen und Mörsern an. Aufgeklärte feindliche Stellungen südlich der Ortschaft Quatliam wurden von Bodentruppen im Zusammenwirken mit der Panzerhaubitze 2000 und durch den mehrmaligen Einsatz von Luftnahunterstützung bekämpft. Die eigenen Stellungen konnten gehalten werden.
Im Rahmen des zweiten „Key Leader Engagements“ wurden erneut keine zivilen Verluste oder Schäden gemeldet. Nach den vorliegenden Informationen des Militärischen Nachrichtenwesens wurden bei den Gefechtshandlungen am 2. November fünf Aufständische getötet. Weitere Bestätigungen liegen nicht vor.
Aufgrund der Intensität der Gefechte konnte an diesem Tag weder mit Drohnen noch mit Bodentruppen eine Schadensbeurteilung im umkämpften Gebiet durchgeführt werden.

### Verlauf am 3. November
Am 3. November kam es zu Feuergefechten zwischen Aufständischen und eingesetzten ISAF-Kräften. Dabei wurde mit der Panzerhaubitze 2000 aus Kundus zur Feuerunterstützung gewirkt. Luftnahunterstützung mit F15-Flugzeugen wurde gegen eine aufgeklärte feindliche Mörserstellung, die den feindlichen Angriff unterstützte, eingesetzt.
Parallel versuchten die Taliban, auch das Polizeihauptquartier in Char Darah anzugreifen. Dieser Angriff wurde jedoch abgewehrt und blieb für eigene Kräfte somit folgenlos. Nach vorliegenden Informationen des Militärischen Nachrichtenwesens wurden bei den Gefechtshandlungen am 3. November vier Aufständische getötet.

### Verlauf ab 4. November
Am 4. November wurde das Polizeihauptquartier in Char Darah durch weitere Kräfte des Ausbildungs- und Schutzbataillons aus Kundus verstärkt, um auf mögliche Angriffe reagieren zu können. In diesem Raum blieb es ruhig. Als zwei Aufständische einen zivilen Lastkraftwagen kapern wollten, brach der zivile afghanische Fahrer durch und konnte entkommen. Er erlitt dabei Schussverletzungen und wurde durch den vor Ort befindlichen Beweglichen Arzttrupp behandelt. Der Fahrer konnte seine Fahrt fortsetzen.
Die Angriffe der Aufständischen wurden deutlich schwächer und flauten gegen Abend völlig ab. In der Nacht verlegte eine Einheit des Ausbildungs- und Schutzbataillon Masar-e Scharif von Baglan nach Quatliam und konnte so die eingesetzte Truppe zunächst verstärken und später entlasten.
Der Bau des Außenpostens durch deutsche Pioniere wurde vorangetrieben. Die vorher ausgewählten zivilen Aufbaumaßnahmen im Raum Quatliam wurden durch Teams der Zivil-Militärischen Zusammenarbeit (CIMIC) begonnen. Der Ort Quatliam sollte flächendeckend mit Elektrizität versorgt werden.
Um die Bedrohung durch Sprengfallen sowohl für die Zivilbevölkerung als auch für militärische Kräfte zu verringern, klärten Trupps behelfsmäßige Sprengsätze (IED) an den Straßen auf und räumten diese. Die Hinweise auf solche Sprengsätze kamen meist aus der Bevölkerung. Munition, die zu Sprengsätzen verarbeitet werden konnte oder wurde, wurde von den Pionierkräften an Ort und Stelle kontrolliert gesprengt.

### „Hold-Phase“
Nach Ende der Hauptkampfhandlungen war es die weitere Absicht der ISAF-Truppen in Kundus, den eingerichteten Außenposten („Combat Outpost“) im Dorf Quatliam an der Versorgungsstraße „Little Pluto“ zunächst mit ISAF-Kräften zu besetzen und im Anschluss in die Verantwortung der afghanischen Sicherheitskräfte zu übergeben. Gemäß der Operationsdoktrin der ISAF sollte so die „Hold-Phase“ beginnen, in der das eroberte Gebiet gehalten und unter dauerhafter Präsenz von Sicherheitskräften schrittweise mit Unterstützung von Entwicklungshilfeorganisationen wiederaufgebaut wird.
Gespräche wurden mit den Ältesten auch der umliegenden Dörfer geführt und die Bauarbeiten zum Anschluss Quatliams und der umliegenden Dörfer an das Stromnetz wiederaufgenommen. Dieses Entwicklungsprojekt des Bundesaußenministeriums war durch die Präsenz der Aufständischen immer wieder bis zur völligen Einstellung gestört worden.
Der Erfolg der Offensivoperation war Voraussetzung dafür, dass die Bundeswehr 2011 in der Lage war, den südlichen Teil des Unruhedistriktes Char Darah nahezu vollständig unter ihre Kontrolle zu bringen und den Sicherheitsradius kontinuierlich nach Norden zu erweitern.

## Besuch des Verteidigungsministers
Der damalige Bundesverteidigungsminister Karl-Theodor zu Guttenberg traf am 4. November zu einem unangekündigten Kurzbesuch in Afghanistan ein. Dort begab er sich auch in das westlich von Kundus gelegene Gebiet um Char Darah und besuchte u. a. den OP North.